# Glossário da morfologia vegetal
Glossário da morfologia vegetal, ou terminologia descritiva das plantas, é a designação dada ao conjunto de termos utilizados por botânicos, taxonomistas e outros biólogos na descrição técnica da morfologia vegetal. Esta terminologia foi desenvolvida ao longo dos séculos criando um vocabulário específico, maioritariamente com etimologia neolatina e neo-helénica, que inclui um elevado número de termos especificamente criados para descrever os órgãos das plantas e as suas partes que podem ser observados com o olho humano usando não mais do que uma lupa de mão. Estes termos são utilizados para identificar e classificar as plantas.

## A

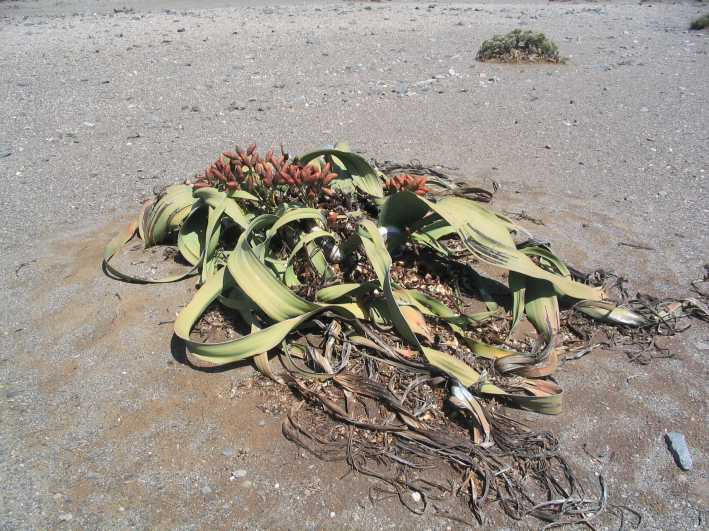
Planta acaulescente Welwitschia.

abaxial
O lado mais afastado ou oposto ao eixo, por exemplo a página inferior de uma folha.
abcisão ou abscisão
(adjectivo abscissível): A perda normal, em geral por queda, de uma estrutura ou órgão de uma planta que está maduro ou envelhecido, por exemplo, um fruto maduro ou uma folha velha.
Abcisão em Avena
Abcisão completa
Abcisão parcial
abortar
A abandonar o desenvolvimento de uma estrutura de um órgão.

acaule
acaulescente
Adjectivo usado para descrever uma planta sem caule apparente, ou pelo menos não visível acima do solo. Exemplos incluem algumas espécies de Agave, Oxalis e Attalea.
-aceae
Sufixo adicionado à raíz do nome genérico do género-tipo para formar o nome de uma família.
acicular
Afilado ou em forma de agulha. Ver morfologia foliar.
aciculada
acrescente
Que acresce en tamanho com a idade, como o cálice que continua a crescer após a queda da corola, por exemplo em  Physalis peruviana.
acropetal ou acrópeto
Diz-se de uma substância que se move das raizes para as folhas (p.ex. os sinais moleculares nas plantas) ou uma sucessão de desenvolvimento ou abertura das folhas ou flores da base para o ápice. O oposto de basípeto.
acrófilo
As folhas regulares de uma planta matura, produzidas acima da base; as frondes distais, adultas, de certas filicíneas hemiepífitas com frondes heterófilas, especialmente Teratophyllum; o oposto de batifilo.
aculeada(o)
adaxial
aderente
adnato
adpresso
adunco
adventício
áfilo
agudo(a) 
ala
Ala apical
Ala bilateral
Ala circular
alado(a)
albuminosa
aleurona
alterna(o)
alternância de temperatura
alveolada(o) 
amêndoa
amplexicaule
anastomosado
anátropo
androceu
anemocoria
anfissarcídio
anfítropo
angiosperma
angular
Angular-angular
anomocarpo
antécio
Antécio estéril
Antécio fértil
antera
antípoda
antocarpo
antocianina
antófitos
antropocoria
antrorso
aovado(a)
apêndice
apical ou terminal
Ápice da parte aérea ou Sistema apical
apiculado
apículo
apodrecimento
apomixia
aquênio
Um fruto seco e indeiscente que contém uma única semente; p. ex. o fruto das espécies da família Ranunculaceae.
Aquênio alado
Aquênio heterocarpo
Aquênio rostrado
aracnóide
arbórea
arbusto
aréola
argênteo
arilado(a)
arilo
arilóide
arista
aristado(a)
arredondado(a)
articulado(a)
artículo
árvore
arvoreta
ascendente
áspera
assimétrico
atenuado(a)
atroavermelhado(a)
átropo
atropurpúreo(a)
aurícula
auriculado(a)
autocoria
axial
axila
axilar